# Le Temps de la revanche
Pour plus de détails, voir Fiche technique et Distribution.
Le Temps de la revanche (Tiempo de revancha) est un film argentin réalisé par Adolfo Aristarain. Sorti en 1981, pendant la dictature, c'est une dénonciation allégorique de la guerre sale.

## Synopsis
L'ancien syndicaliste Pedro Bengoa, spécialiste en dynamite, est embauché par la compagnie minière Tulsaco, aussi puissante que corrompue. Son collègue et ancien camarade de luttes sociales Bruno Di Toro l'invite à provoquer un accident de travail après lequel celui-ci doit simuler un mutisme dû à un prétendu choc pour soutirer à l’entreprise la somme alors considérable de 300.000 dollars de dommages et intérêts. Alors que Bengoa se tient prêt à assurer sa survie en orientant les recherches de sauvetage, Di Toro se poste dans l'excavation prête à être ensevelie. Mais il prend peur au dernier moment et meurt dans l'éboulement tandis que son ami, venu à son secours, a juste le temps de prendre sa place. Découvert sous les décombres par un collègue qui avait soupçonné leur manège, Bengoa fait alors, comme Di Toro l'avait prévu, semblant d'avoir perdu l'usage de la parole et contacte l'avocat avec qui ce dernier avait tout préalablement mis au point. S'entament alors à Buenos Aires les négociations avec le P.D.G. de l'entreprise qui, traitant trop ouvertement l'affaire par le mépris, pousse finalement Bengoa à refuser un dédommagement à l'amiable pourtant hissé au demi-million de dollars, et à mettre sa compagnie à genou en l'obligeant à passer devant le juge.

## Fiche technique
- Réalisation : Adolfo Aristarain
- Scénario : Adolfo Aristarain
- Photographie : Horacio Maira
- Montage : Eduardo López
- Musique : Emilio Kauderer
- Pays d'origine :  Argentine
- Langue originale : espagnol
- Dates de sortie :
  - Argentine : 30 juillet 1981
  - France : 11 avril 1984

## Distribution
- Federico Luppi : Pedro Bengoa
- Haydée Padilla : Amanda
- Julio De Grazia : Larsen
- Ulises Dumont : Bruno Di Toro
- Joffre Soares : Le Père
- Aldo Barbero : Ingénieur Rossi
- Enrique Liporace : Ingénieur Basile

## Distinctions
- Festival de La Havane : Grand Corail
- Festival des films du monde de Montréal : Grand Prix des Amériques
- Condors d'argent : meilleur film, meilleur réalisateur, meilleur scénario, meilleur acteur principal (Luppi) et dans un second rôle (Dumont)